# 693
Cette page concerne l'année 693  du calendrier julien.
L'année 693 est une année commune qui commence un mercredi.

## Événements
- 2 mai[1] : XVIe Concile de Tolède : à l'instigation du roi des Wisigoths Égica, le Concile tente de détruire les communautés juives par la ruine économique; ainsi les ports sont interdits aux Juifs, tout commerce avec les chrétiens leur est interdit et leurs acquisitions foncières sont confisquées par le roi[2].

- Peste en Narbonnaise[3].
- Pas d’évêque mentionné à Béziers de 693 à 788[4].
- Carthage, désertée par les Byzantins, est prise par les musulmans[5] mais sera reprise en 695 par une flotte byzantine commandée par le patrice Jean.

## Décès en 693
- 23 novembre : Trudon, apôtre de la Hesbaye (Belgique actuelle)[6].
- Erkenwald, évêque de Londres.